# Leucania callida
Leucania callida är en fjärilsart som beskrevs av Augustus Radcliffe Grote 1882. Leucania callida ingår i släktet Leucania och familjen nattflyn. Inga underarter finns listade i Catalogue of Life.